# Бойна (округ Топольчани)
Бойна (словац. Bojná) — село, громада округу Топольчани, Нітранський край. Кадастрова площа громади — 33.81 км².
Населення 2030 осіб (станом на 31 грудня 2019 року).

## Історія
Бойна згадується 1424 року.

## Населення
| Рік:            | 1994. | 2004.   | 2014.   | 2024.   |
| --------------- | ----- | ------- | ------- | ------- |
| Кількість осіб: | 2064  | 1933    | 2033    | 1957    |
| Різниця:        |       | -6,34 % | +5,17 % | -3,73 % |

| Рік:            | 2023. | 2024.   |
| --------------- | ----- | ------- |
| Кількість осіб: | 1967  | 1957    |
| Різниця:        |       | -0,50 % |